# Андрей Іван
 Андрей Вірджіл Іван (рум. Andrei Virgil Ivan; 4 січня 1997, Морень) — румунський футболіст, нападник клубу «КС Університатя» та національної збірної Румунії.

## Клубна кар'єра
Андрей почав займатись футболом у команді «Морень» з його рідного міста. 2012 року потрапив до академії «Спортінга» з міста Пітешті.
У січні 2014 року він приєднався до клубу «КС Університатя» з другої ліги. За підсумками сезону 2013/14, в якому Андрей зіграв у 8 матчах (1 гол), клуб вийшов у Лігу І. Дебют форварда в елітному дивізіоні відбувся 2 серпня 2014 року в матчі проти «Стяуа». У цьому поєдинку він відзначився забитим голом. Всього в сезоні 2014/15 гравець взяв участь у сімнадцяти зустрічах. Наступний сезон Андрій почав як основний форвард «Університаті».

## Кар'єра в збірній
Андрій виступав за юнацькі збірні Румунії, провівши за них у цілому тринадцять зустрічей. У 2014 році він дебютував за молодіжну збірну Румунії. 
17 листопада 2015 року Андрей дебютував у складі національної збірної Румунії у товариському матчі проти збірної Італії (2:2), вийшовши на заміну на 85 хвилині замість Богдана Станку.

## Титули і досягнення
- Володар Кубка Румунії (1):

КС Університатя (Крайова): 2020-21
- Володар Суперкубка Румунії (1):

КС Університатя (Крайова): 2021